# Grand Prix Las Vegas
Grand Prix Las Vegas je závod Formule 1, který se poprvé uskutečnil 18. listopadu 2023 v Las Vegas na městském okruhu, jehož součástí je také Las Vegas Strip. Zároveň se jednalo o jubilejní 1 100 závod Formule 1.

## Historie
Závod Formule 1 v Las Vegas se konal naposledy v roce 1982, kdy se jela Grand Prix Caesars Palace. Po Grand Prix Miami a Grand Prix USA se jednalo o třetí závod v kalendáři ročníku 2023 na území Spojených států. Zároveň to bylo poprvé od roku 1982, kdy se na tomto území v rámci jedné sezóny konaly tři závody.

## Okruh
6,201 kilometru dlouhý městský okruh má 17 zatáček a 1,9 kilometru dlouhou hlavní rovinku. Závodní auta jezdí proti směru hodinových ručiček. Startuje se v prostoru nevyužívaného parkoviště, které bylo přestavěno na stálou součást trati – nachází se zde také boxy a paddock.

## Vítězové Grand Prix Las Vegas

### Vítězové v jednotlivých letech
| Rok  | Jezdec         | Konstruktér                | Trať                    | Výsledky |
| ---- | -------------- | -------------------------- | ----------------------- | -------- |
| 2024 | George Russell | Mercedes                   | Las Vegas Strip Circuit | Výsledky |
| 2023 | Max Verstappen | Red Bull Racing-Honda RBPT | Las Vegas Strip Circuit | Výsledky |